# عملية تصميم مكوك الفضاء

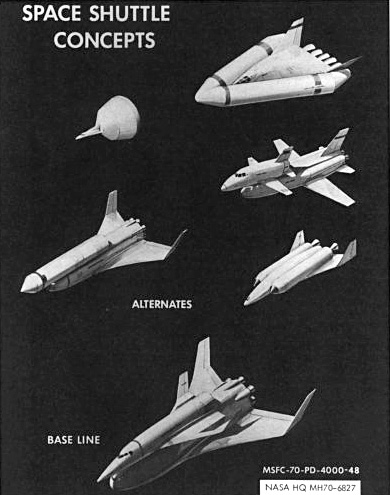
تصاميم مكوك الفضاء الأمريكي المبكرة.

قبل هبوط برنامج أبولو علي القمر في عام 1969، بدأت ناسا في دراسة تصاميم مكوك الفضاء في أكتوبر 1968. تمت الإشارة إلى الدراسات المبكرة باسم «المرحلة أ»، وفي يونيو 1970، «المرحلة ب»، والتي كانت أكثر تفصيلًا وتحديداً. كان الغرض الأساسي من استخدام المكوك الفضائي هو دعم المحطة الفضائية المستقبلية، عبر القدرة علي نقل طاقمًا مكونًا من أربعة أفراد على الأقل وحوالي 20,000 رطل (9,100 كـغ) من البضائع، وأن يكون قادرًا علي اللاستدارة بسرعة لدعم الرحلات المستقبلية.
ظهر تصميمان في المركز الأول. صمم إحداها بواسطة مهندسين في مركز رحلات الفضاء المأهولة، ودافع عنها بشكل خاص جورج مولر. كان هذا نظامًا من مرحلتين مع مركبة فضائية بجناح دلتا، ومعقدة بشكل عام. جرت محاولة لإعادة التبسيط في شكل جهاز DC-3، صممه ماكسيم فاجيت، الذي صمم كبسولة ميركوري ومركبات أخرى. كما تم تقديم العديد من العروض من مجموعات متنوعة من الشركات التجارية، ولكن رُفِضوا بشكل عام حيث دفع كل مختبر ناسا بإصداره الخاص.
كل هذا كان يحدث بينما كانت فرق ناسا الأخرى تقترح مجموعة واسعة من مهام ما بعد أبولو، والتي ستتكلف سعر أبولو أو أكثر. كما قاتل كل من هذه المشاريع من أجل التمويل، كانت ميزانية ناسا في الوقت نفسه مقيدة بشدة. تم تقديم ثلاثة في نهاية المطاف إلى نائب الرئيس أغنيو في عام 1969. ارتفع مشروع المكوك إلى القمة، ويرجع ذلك إلى حد كبير إلى الحملات الدؤوبة من قبل أنصاره. بحلول عام 1970، اُختير المكوك باعتباره المشروع الرئيسي الوحيد للإطار الزمني القصير لما بعد أبولو.
عندما أصبح تمويل البرنامج موضع تساؤل، كانت هناك مخاوف من احتمال إلغاء المشروع. وأدى ذلك إلى بذل جهد لجذب اهتمام سلاح الجو الأمريكي لاستخدام المكوك لمهامهم أيضًا. كان سلاح الجو مهتمًا إلى حد ما، لكنه طالب بمركبة أكبر بكثير، أكبر بكثير من المفاهيم الأصلية. لتقليل تكاليف تطوير التصميمات الناتجة، أضيفت معززات، واعتمد خزان وقود قابل للتخلص، وأُدخِلت العديد من التغييرات الأخرى التي قللت بشكل كبير من قابلية إعادة الاستخدام وأضافت إلى حد كبير تكاليف الركبة وتشغيلها. بمساعدة سلاح الجو، ظهر النظام في شكله التشغيلي.

## عملية إتخاذ القرار
في عام 1969، ترأس نائب رئيس الولايات المتحدة الأمريكية أغنيو المجلس الوطني للملاحة الجوية والفضاء، والذي ناقش خيارات ما بعد أبولو لأنشطة الفضاء المأهولة. من شأن توصيات المجلس أن تؤثر بشدة على قرارات الإدارة. نظر المجلس في أربعة خيارات رئيسية:
- بعثة مأهولة إلى المريخ
- برنامج قمري متابع
- برنامج البنية التحتية المدارية الأرضية المنخفضة
- وقف الأنشطة الفضائية المأهولة

بناءً على نصيحة مجلس الفضاء، اتخذ الرئيس نيكسون قرارًا بمتابعة خيار البنية التحتية المدارية الأرضية المنخفضة. تألف هذا البرنامج بشكل رئيسي من بناء محطة فضائية، إلى جانب تطوير مكوك فضائي. لكن قيود التمويل منعت متابعة تطوير كلا البرنامجين في آنٍ واحد. اختارت ناسا تطوير برنامج مكوك الفضاء أولاً، ثم خططت لاستخدام المكوك من أجل بناء وخدمة محطة فضائية.

## مناقشة تصميم المكوك

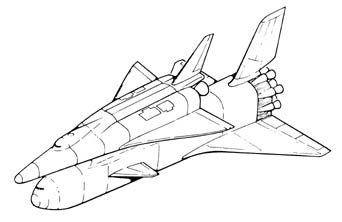
التصميم الأصلي لجناح دلتا مكوكك روكويل الشمال أمريكي، 1969: قابل لإعادة الاستخدام بالكامل، مع معزز ظهري مأهول.

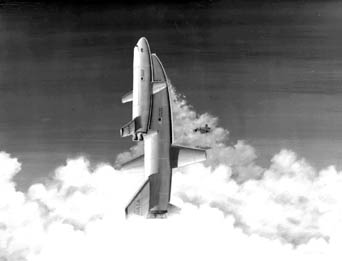
استخدم مفهوم DC-3 لماكسيم فادجيت أجنحة مستقيمة تقليدية.

خلال دراسات المكوك المبكرة، كان هناك جدل حول تصميم المكوك الأمثل الذي يوفر أفضل موازنة في القدرة وتكلفة التطوير والتشغيل. في البداية كان يفضل تصميم قابل لإعادة الاستخدام بالكامل. وشمل ذلك معزز مأهول مجنح كبير للغاية والذي سيحمل مركبة مدارية مجنحة أصغر. سيرفع المعزز مركبة مكوك الفضاء المدارية إلى ارتفاع وسرعة معينين، ثم ينفصل. سيرجع المعزز ويهبط أفقياً، بينما تستمر المركبة المدارية في مدار أرضي منخفض. بعد الانتهاء من مهمتها، فإن المكوك المجنح سيعود ويهبط أفقياً على مدرج. كانت الفكرة أن إعادة الاستخدام الكاملة من شأنها أن تعزز انخفاض تكاليف التشغيل.
ومع ذلك، أظهرت دراسات أخرى أن هناك حاجة إلى معزز ضخم لرفع المكوك مع سعة الحمولة المطلوبة. في أنظمة الفضاء والطيران، ترتبط التكلفة ارتباطًا وثيقًا بالوزن، مما يعني أن التكلفة الإجمالية للمركبة ستكون مرتفعة جدًا. سيكون لكل من المعزز والمكوك محركات صواريخ بالإضافة إلى محركات نفاثة للاستخدام داخل الغلاف الجوي، بالإضافة إلى أنظمة وقود وتحكم منفصلة لكل وضع دفع. بالإضافة إلى ذلك، كانت هناك مناقشات متزامنة حول مقدار التمويل المتاح لتطوير البرنامج.
كانت هناك طريقة منافسة أخرى وهي الحفاظ على خط إنتاج ساتورن 5 واستخدام سعة الحمولة الكبيرة لإطلاق محطة فضائية في عدد قليل من الحمولات بدلاً من حمولات المكوك الصغيرة. كان هناك مفهوم آخر يتعلق بخدمة المحطة الفضائية باستخدام تايتان 3-ام لإطلاق كبسولة جمناي أكبر، تسمى «جمناي الأكبر»، أو إصدار «طائرة شراعية» أصغر من المكوك مع انعدام محركات رئيسية وغطاء حمولة بأبعاد 15' في 30 '.
أجاب مؤيدو المكوك أنه بالنظر إلى عدد إطلاقات كافية، فإن النظام القابل لإعادة الاستخدام سيكون له تكاليف إجمالية أقل من الصواريخ التي يمكن التخلص منها. في حالة تقسيم إجمالي تكاليف البرنامج على عدد معين من عمليات الإطلاق، فإن معدل إطلاق مكوك عالي قد يؤدي إلى انخفاض تكاليف التشغيل. وهذا بدوره من شأنه أن يجعل تكلفة المكوك تنافسية مع أو تفوق على منصات الإطلاق. أشارت بعض الدراسات النظرية إلى 55 عملية إطلاق مكوكية في السنة، ولكن التصميم النهائي الذي تم اختياره لن يدعم معدل الإطلاق. على وجه الخصوص، كان الحد الأقصى لمعدل إنتاج الخزانات الخارجية محدودًا بـ 24 خزانًا سنويًا في مرفق ميتشود للتجميع التابع لناسا.
لم تكن متطلبات الحمولة الصافية المدمجة للمحطة الفضائية والقوة الجوية كافية للوصول إلى معدلات إطلاق المكوك المطلوبة. لذلك، كانت الخطة تتمثل في أن تستخدم جميع عمليات إطلاق الفضاء الأمريكية في المستقبل - المحطة الفضائية، القوات الجوية، الأقمار الصناعية التجارية، والبحث العلمي - فقط مكوك الفضاء. وسيتم التخلص من معظم المعززات المستهلكة الأخرى بشكل تدريجي.
تم في النهاية التخلي عن المعزز القابل لإعادة الاستخدام بسبب عدة عوامل: السعر المرتفع (بالاقتران مع محدودية التمويل) والتعقيد التقني ومخاطر التطوير. بدلاً من ذلك، تم اختيار تصميم يعاد استخدامه جزئياً (وليس بالكامل)، حيث يتم التخلص من خزان دافع خارجي لكل عملية إطلاق، وتم تجديد صواريخ التعزيز والمكوك المداري لإعادة الاستخدام.
في البداية كان على المكوك المداري أن يحمل مادة دافعة سائلة. ومع ذلك، أظهرت الدراسات أن حمل الوقود الدافع في خزان خارجي سمح بمكان أكبر للحمولة في مركبة أصغر حجمًا. كان هذا يعني أيضًا التخلص من الخزان بعد كل عملية إطلاق، لكن هذا كان جزءًا صغيرًا نسبيًا من تكاليف التشغيل.
افترضت التصميمات السابقة أن المكوك المجنح سيحتوي أيضًا على محركات نفاثة للمساعدة في المناورة في الغلاف الجوي بعد إعادة الدخول. ومع ذلك، اختارت ناسا في نهاية الأمر مركبة بطيران انزلاقي، تعتمد جزئيًا على الخبرة المكتسبة من المركبات السابقة التي تطلق علي متن صاروخ ثم تنزلق، مثل نورث أمريكان إكس-15. إن استثناء محركات الطائرات ووقودها من شأنه أن يقلل من التعقيد ويزيد الحمولة الصافية.
وكان النقاش الأخير المتبقي حول طبيعة المعززات. درست وكالة ناسا أربعة حلول لهذه المشكلة: تطوير المرحلة الحالية من ساتورن، تصميم جديد لمحركات بسيطة بوقود سائل تعمل بالضغط، صاروخ واحد كبير يعمل علي الوقود الصلب، أو اثنين (أو أكثر) أصغر. كان المهندسون في مركز مارشال لبعثات الفضاء التابع لناسا (حيث تمت إدارة تطوير ساتورن 5) قلقين بشكل خاص بشأن موثوقية صواريخ الوقود الصلب للمهام المأهولة.

## تورط القوات الجوية
خلال منتصف الستينيات من القرن الماضي، ألغيت القوات الجوية الأمريكية كلا من مشاريعها الفضائية المأهولة الكبيرة، بوينج 20-X داينا-سور والمختبر المداري المأهول. وهذا يدل على حاجتها إلى التعاون مع ناسا لوضع رواد فضاء عسكريين في المدار. بدوره، من خلال تلبية احتياجات القوات الجوية، أصبح المكوك نظامًا وطنيًا حقيقيًا، يحمل جميع الحمولات العسكرية والمدنية.
سعت ناسا لدعم سلاح الجو للمكوك. بعدما كشفت حرب الأيام الستة والغزو السوفيتي لتشيكوسلوفاكيا، القيود المفروضة على شبكة أقمار التجسس الصناعية الأمريكية، شددت القوات الجوية على القدرة على إطلاق أقمار التجسس جنوبًا في مدار قطبي من قاعدة فاندنبرغ إيه إف بي. تطلب ذلك طاقات أعلى من تلك المخصصة للمدارات ذات الميل الأقل. أمل سلاح الجو أيضًا أن يتمكن المكوك من استعادة الأقمار الصناعية السوفيتية والهبوط بسرعة. وبالتالي، أراد القدرة على الهبوط عند نقطة الانطلاق في فاندنبرغ بعد مدار واحد، على الرغم من أن الأرض تدور على بعد 1,000 ميل أسفل المسار المداري. هذا يتطلب حجم جناح دلتا أكبر من المكوك البسيط "DC-3" السابق. ومع ذلك، فقد رغبت ناسا أيضًا في زيادة القدرة على المناورة لأن دراسات أخرى أظهرت أن تصميم مكوك DC-3 له قيود لم تكن متوقعًة في البداية. أطلقت القوات الجوية أكثر من 200 مهمة استطلاع للأقمار الصناعية بين عامي 1959 و 1970، وسيكون الحجم الكبير للحمولات العسكرية للجيش ذا قيمة في جعل المكوك اقتصاديًا أكثر. :213–216
على الرغم من الفوائد المحتملة للقوات الجوية، إلا أن الجيش كان راضيًا عن معززاته المستهلكة ولم يكن يحتاج إلى المكوك أو يريده كما فعلت ناسا. نظرًا لأن وكالة الفضاء كانت بحاجة إلى دعم خارجي، فقد حصلت وزارة الدفاع ومكتب الاستطلاع الوطني (NRO) على السيطرة الأساسية على عملية التصميم. على سبيل المثال، خططت ناسا حاوية حمولة 13.2 في 3.7 م، لكن حدد مكتب الاستطلاع حاوية حمولة 18.3 في 4.6 م لأنه يتوقع أن تصبح أقمار الاستخبارات المستقبلية أكبر. عندما اقترح فاجيت مرة أخرى حاوية حمولة بعرض 12 قدمًا، أصر الجيش على الفور تقريبًا على الاحتفاظ بعرض 15 قدمًا. حصل سلاح الجو أيضًا على ما يعادل استخدام إحدى المكوكات مجانًا على الرغم من عدم دفع تكاليف تطوير المكوك أو بنائه. في مقابل تنازلات ناسا، أدلى سلاح الجو بشهادة أمام لجنة الفضاء في مجلس الشيوخ نيابة عن المكوك في مارس 1971.  :216,232–234 
وكحافز آخر للجيش لاستخدام المكوك، قيل إن الكونغرس أخبر وزارة الدفاع بأنها لن تدفع ثمن أي أقمار صناعية غير مصممة لتناسب سعة حاوية الحمولة في المكوك. على الرغم من أن NRO لم تعيد تصميم الأقمار الصناعية الموجودة للمكوك، احتفظت المركبة بالقدرة على استرجاع الشحنات الكبيرة مثل أقمار الاستطلاع كي إتش-9 من المدار للتجديد ودرست الوكالة إعادة تزويد القمر الصناعي في الفضاء.
خطط سلاح الجو لإقامة أسطول من المكوكات الخاص به، وإعادة بناء منشأة إطلاق منفصلة مستمدة في الأصل من برنامج المختبر المداري الملغى في فاندنبرغ المسمي بمجمع الإطلاق الفضائي 6 في قاعدة فاندنبرغ الجوية (SLC-6). ومع ذلك، لأسباب مختلفة، ويرجع ذلك في جزء كبير منه إلى فقدان المكوك الفضائي تشالنجر في 28 يناير 1986، في نهاية المطاف توقف العمل على SLC-6 مع عدم وجود عمليات إطلاق مكوكية من هذا الموقع مطلقًا. تم استخدام SLC-6 في نهاية المطاف لإطلاق مركبة الإطلاق أثينا المستهلكة التي صنعتها شركة لوكهيد مارتن، والتي تضمنت القمر الصناعي الناجح لرصد الأرض ايكونوس في سبتمبر 1999 قبل إعادة تشكيله مرة أخرى للتعامل مع الجيل الجديد من بوينغ دلتا 4. حدث الإطلاق الأول لطائرة دلتا 4 الثقيلة من SLC-6 في يونيو 2006، حيث أطلق NROL-22، وهو قمر صناعي سري لمكتب الاستطلاع الوطني الأمريكي (NRO).

## التصميم النهائي

التصميم النهائي شبه القابل لإعادة الاستخدام مع خزان الوقود الخارجي القابل للإزالة ومعززات الصواريخ الصلبة القابلة للاسترداد

بينما من المحتمل أن تختار ناسا معززات سائلة لو كانت لديها سيطرة كاملة على التصميم، أصر مكتب الإدارة والميزانية على معززات قوية أقل تكلفة بسبب انخفاض تكاليف التطوير المتوقعة. :416–423  حين أن تصميم المعزز الذي يعمل بالوقود السائل يوفر أداء أفضل، وتكاليف أقل لكل رحلة، وأقل تأثيرًا بيئيًا ويحمل مخاطر أقل على التطوير، فقد كان يُنظر إلى المعززات التي تعمل علي الوقود الصلب على أنها تتطلب تمويلًا أقل للتطوير في وقت كانت فيه لبرنامج المكوك العديد من العناصر المختلفة التي تتنافس للحصول على نسب تمويل محدودة. كان التصميم النهائي الذي تم اختياره عبارة عن مركبة مدارية مجنحة تحتوي على ثلاثة محركات تعمل بالوقود السائل وخزان خارجي كبير قابل للاستهلاك كان يعمل بالوقود السائل لهذه المحركات، واثنين من معززات الصواريخ الصلبة القابلة لإعادة الاستخدام.
في ربيع عام 1972، قدمت شركة لوكهيد للطائرات، ماكدونيل دوغلاس، غرومان، وروكويل مقترحات لبناء المكوك. اعتقدت مجموعة اختيار وكالة ناسا أن مكوك لوكهيد كان معقدًا ومكلفًا للغاية، ولم تكن لدى الشركة خبرة في بناء مركبة فضائية مأهولة. ماكدونيل دوغلاس كانت باهظة الثمن ولديها مشكلات فنية. وكان جرومان تصميم ممتاز الذي بدا أيضا مكلفا للغاية. كان مكوك روكويل الأقل تكلفة وأكثرهم واقعية، وكان تصميمه هو الأسهل للصيانة المستمرة، وأظهر حادث أبولو 13 الذي شمل وحدة القيادة والخدمة لروكويل تجربته في فشل النظام الكهربائي. أعلنت ناسا عن اختيارها لروكويل في 26 يوليو 1972. :429–432
استخدم برنامج مكوك الفضاء لغة برمجة هال / اس. كان المعالج الأول المستخدم هو 8088 ثم 80386. كان كمبيوتر إلكترونيات المكوك المداري الفضائي IBM AP-101.

## مراجعة التصميم بعد ثلاثة عقود

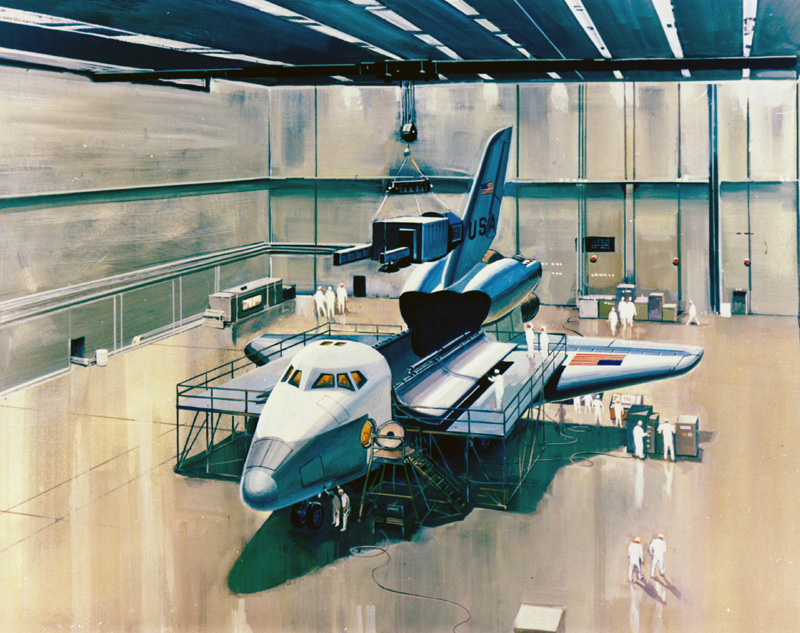
مكوك الفضاء يجري خدمته